# Joó István (kormánybiztos)
Joó István (Nagykároly, 1983. január 30. –) magyar gazdasági agrármérnök, 2022-től a HIPA Nemzeti Befektetési Ügynökség vezérigazgatója, valamint a Külgazdasági és Külügyminisztérium befektetésösztönzésért és kiemelt magyarországi nagybefektetések megvalósításáért felelős kormánybiztosa.

## Életpályája
Joó István 1983-ban született Nagykárolyban. Első, gazdasági agrármérnöki diplomáját a Debreceni Egyetemen szerezte 2007-ben. 2013-ban energetikai specialista, majd 2019-ben Executive MBA diplomáját vette át a Budapesti Corvinus Egyetemen.
2008-2011 között az Európai Parlamentben dolgozott. 2011-től a Külgazdasági és Külügyminisztérium munkatársa. 2014-től 2016-ig a Duna Régió Stratégia miniszteri biztosa. 2017 és 2018 között vízdiplomáciáért, vízipari exportért és a Duna Régió Stratégiáért felelős miniszteri biztos volt.
2016-ban és 2019-ben a Budapesti Víz Világtalálkozók főszervezőjeként is tevékenykedett. 2018 júliusától a Külgazdasági és Külügyminisztérium export növeléséért felelős helyettes államtitkára, 2020 és 2022 között a Planet Budapest 2021 Fenntarthatósági Expó és Világtalálkozó szervezéséért felelős kormánybiztos. 2021 és 2022 között a külgazdaság fejlesztéséért felelős helyettes államtitkár. 2022. júniustól befektetésösztönzésért és kiemelt magyarországi nagybefektetések megvalósításáért felelős kormánybiztos, valamint a Nemzeti Befektetési Ügynökség vezérigazgatója.

## Kitüntetések
- 2007-ben a Debreceni Egyetem rektorának elismerő oklevél kitüntetését kapta.
- 2017 januárjában Szijjártó Péter külgazdasági és külügyminiszter miniszteri dicséretben részesítette.
- 2019 júniusában a Debreceni Egyetem Gazdaságtudományi Karának Tanácsa a Pro Meritis Interfacultatis díjat adományozta számára.[8]
- 2021 februárjában Mongólia budapesti nagykövetétől az Északi Sarkcsillag Érdemrend kitüntetést vette át, amelyet Mongólia elnöke adományozott számára.[9]
- 2024-ben a londoni International Investor Magazine az FDI szakterület év vezérigazgatójának választotta a kelet-közép-európai térségben (FDI CEO Of The Year // CEE 2024.)
- Ugyanebben az évben a hazai egyetemi és gazdasági szakértői közösségből álló zsűri a „Magyar FDI Gazdaságfejlesztési Díj – Az Innovatív Befektetésekért és Kifektetésekért legtöbbet tett személynek” járó elismerést ítélte meg Joó István kormánybiztos számára.